# Gelechia sabinellus
Gelechia sabinellus (tên tiếng Anh: Juniper Gelechiid Moth) là một loài bướm đêm thuộc họ Gelechiidae. Nó được tìm thấy ở hầu hết châu Âu. Đây là một loài di thực ở Vương quốc Anh và Bắc Mỹ thông qua việc du nhập tình cờ.
Sải cánh dài 15–18 mm. Con trưởng thành bay vào tháng 8.
Ấu trùng ăn các loài Juniperus, bao gồm Juniperus communis.

## Phụ loài
- Gelechia sabinellus sabinellus
- Gelechia sabinellus corsella Rebel, 1930 (Corse)

## Hình ảnh

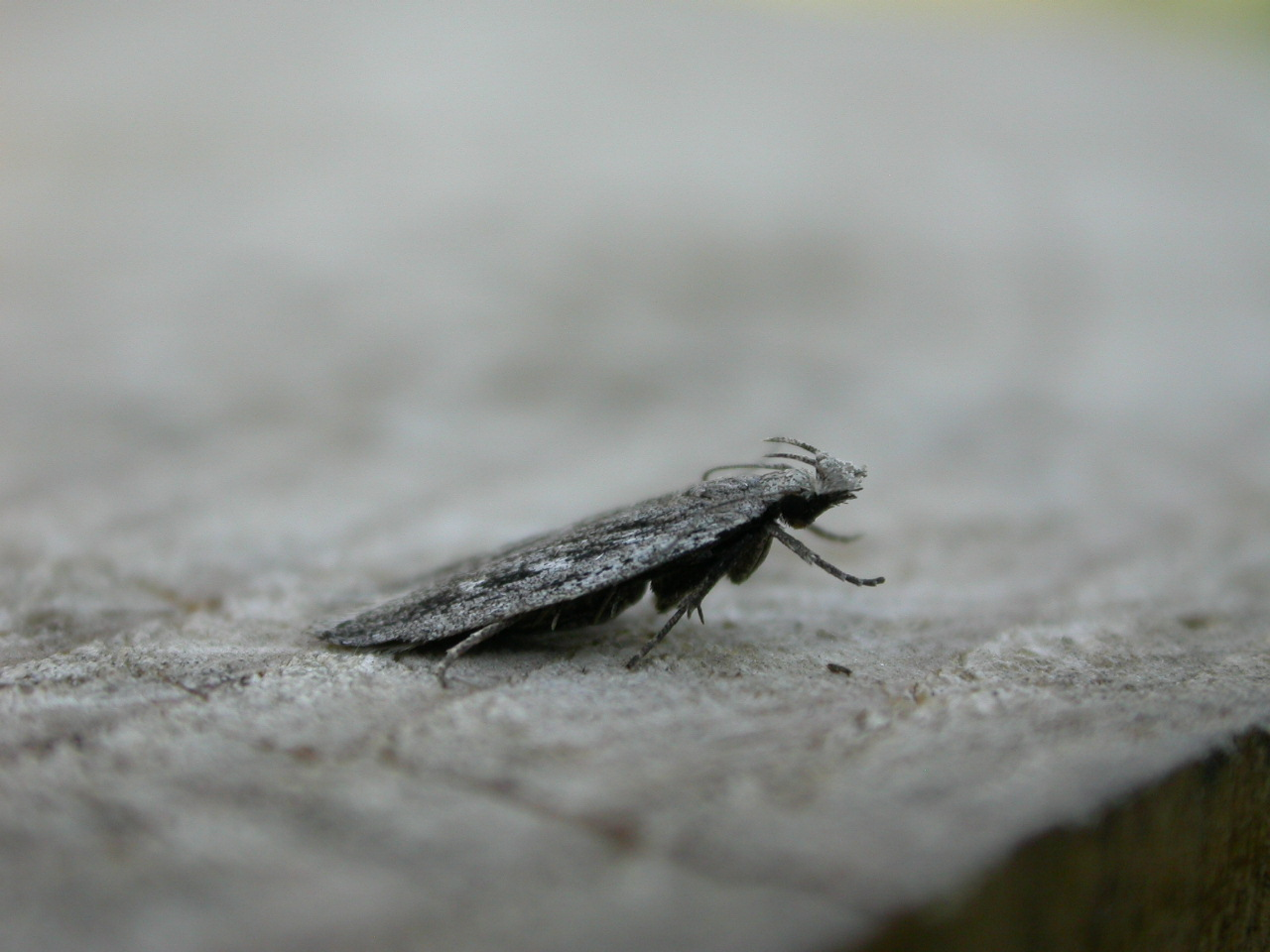
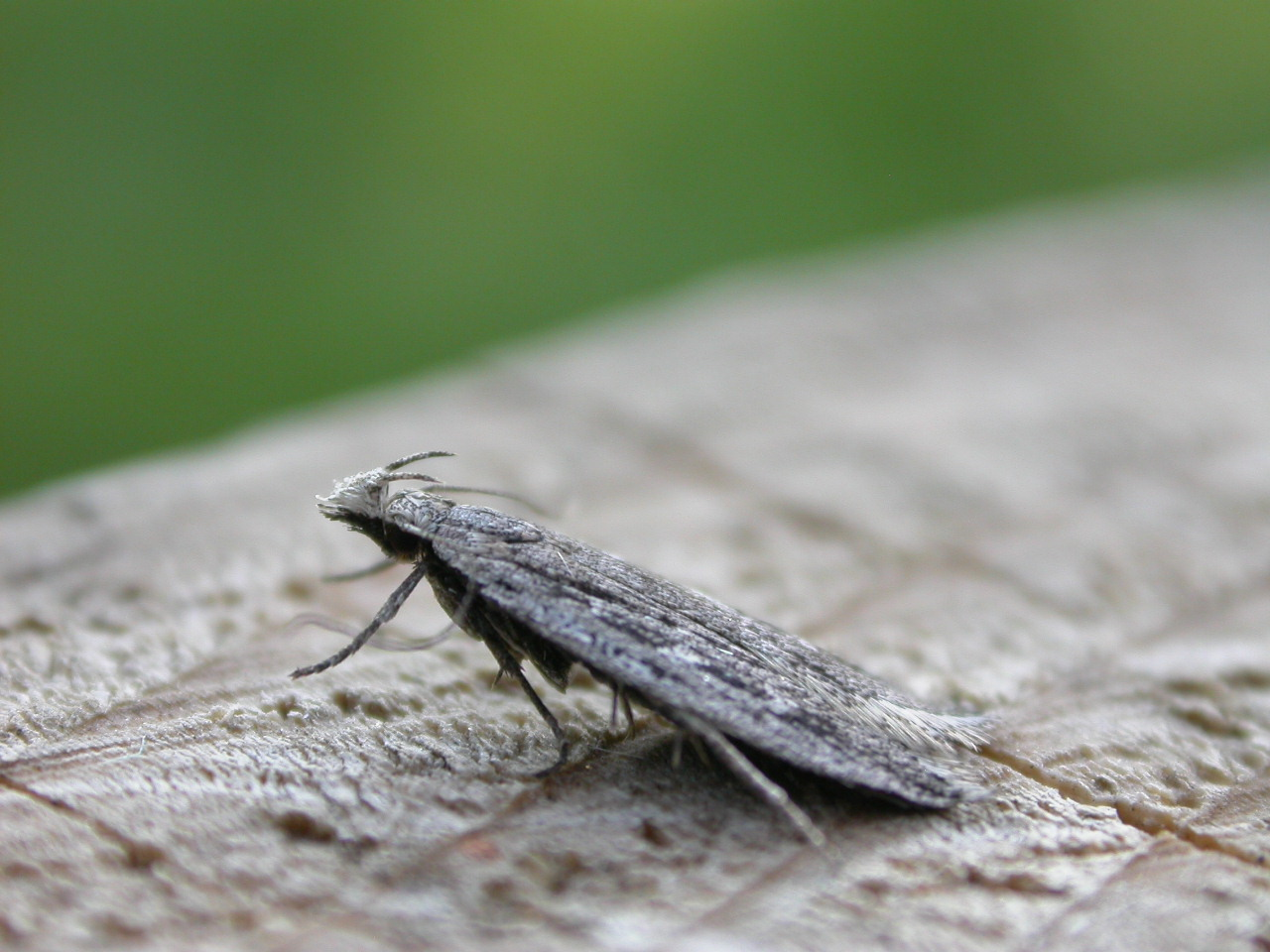